# Petrophile drummondii
Petrophile drummondii är en tvåhjärtbladig växtart som beskrevs av Meissn.. Petrophile drummondii ingår i släktet Petrophile och familjen Proteaceae. Inga underarter finns listade i Catalogue of Life.